# 罗布·多宾斯
罗布·多宾斯（英語：Rob Dobbins，1940年10月10日—），澳大利亚男子草地滚球运动员。他曾代表澳大利亚参加1982年英联邦运动会草地滚球比赛，获得男子四人金牌。